# 张霖 (中将)
张霖（1922年—2011年12月8日），山西五台人，中国人民解放军将领、中国人民解放军中将。
1937年，加入八路军120师716团参谋，参加百团大战、扶眉战役等。1952年，参加朝鲜战争，后历任国防大学副校长。1988年，授予中国人民解放军中将。2011年12月因病去世。